# Aderus ankavandranus
Aderus ankavandranus is een keversoort uit de familie schijnsnoerhalskevers (Aderidae). De wetenschappelijke naam van de soort werd in 1951 gepubliceerd door Maurice Pic.